# جرج دابلیو. بوش
جرج واکر بوش (به انگلیسی: George Walker Bush) (زادهٔ ۶ ژوئیهٔ ۱۹۴۶) سیاستمدار و بازرگان آمریکایی است که از سال ۲۰۰۱ تا ۲۰۰۹ به عنوان چهل و سومین رئیس‌جمهور ایالات متحده آمریکا خدمت کرد. او که عضوی از خانواده بوش و حزب جمهوری‌خواه است، پسر ارشد چهل و یکمین رئیس‌جمهور، جرج اچ. دابلیو. بوش، و چهل و ششمین فرماندار تگزاس از سال ۱۹۹۵ تا ۲۰۰۰ بود.
بوش در دههٔ بیست سالگی خود، در نیروی هوایی گارد ملی تگزاس به عنوان خلبان هواپیماهای جنگی خدمت کرد. پس از فارغ‌التحصیلی از مدرسه کسب‌وکار هاروارد در سال ۱۹۷۵، در صنعت نفت مشغول به کار شد. او بعداً یکی از مالکان تیم بیسبال تگزاس رنجرز در لیگ برتر بود، پیش از آنکه در سال ۱۹۹۴ به عنوان فرماندار تگزاس انتخاب شود. به عنوان فرماندار، بوش قوانینی را در زمینه‌های اصلاحات در قوانین مربوط به خسارات، افزایش بودجه آموزش و پرورش، تعیین استانداردهای بالاتر برای مدارس و اصلاح سیستم عدالت کیفری به تصویب رساند. او همچنین به تبدیل تگزاس به بزرگترین تولیدکننده برق بادی در ایالات متحده کمک کرد. در انتخابات ریاست‌جمهوری ۲۰۰۰، او بر رقیب دموکرات خود، معاون رئیس‌جمهور وقت، ال گور، پیروز شد. با این حال، او در آرای مردمی شکست خورد، اما پس از یک پیروزی نزدیک و بحث‌برانگیز در آرای الکترال، که با تصمیم دیوان عالی برای توقف بازشماری آرا در فلوریدا همراه بود، به ریاست‌جمهوری رسید.
در اولین دوره ریاست‌جمهوری، بوش یک برنامه کاهش مالیاتی عمده و لایحه اصلاحات آموزشی با عنوان قانون هیچ کودکی نباید عقب بماند را امضا کرد. او همچنین تلاش‌های محافظه‌کارانه اجتماعی مانند قانون ممنوعیت سقط جنین دیرهنگام و طرح‌های مبتنی بر ایمان را پیش برد. در سال ۲۰۰۳، طرح اضطراری رئیس‌جمهور برای کمک به ایدز را برای مقابله با همه‌گیری ایدز آغاز کرد. حملات تروریستی ۱۱ سپتامبر ۲۰۰۱ مسیر دولت او را به طور قاطع تغییر داد و به آغاز جنگ علیه تروریسم و ایجاد وزارت امنیت داخلی منجر شد. بوش دستور حمله به افغانستان را با هدف سرنگونی طالبان، نابودی القاعده، و دستگیری اسامه بن لادن صادر کرد. او برای مجاز کردن نظارت بر مظنونین تروریستی، قانون میهن‌‌دوستی را امضا کرد. او همچنین در سال ۲۰۰۳ با این باور نادرست که رژیم صدام حسین سلاح‌های کشتار جمعی در اختیار دارد و با القاعده ارتباط دارد، دستور حمله به عراق را صادر کرد. بوش در ادامه، قانون مدرن‌سازی مدیکر را که بخش دی مدیکر را ایجاد کرد، امضا کرد. در سال ۲۰۰۴، بوش در یک رقابت نزدیک، با شکست دادن رقیب دموکرات خود، جان کری، و با کسب آرای مردمی، مجدداً به عنوان رئیس‌جمهور انتخاب شد.
در دومین دوره ریاست‌جمهوری، بوش چندین قرارداد تجارت آزاد منعقد کرد و جان رابرتس و ساموئل آلیتو را به دیوان عالی منصوب کرد. او تلاش‌هایی برای ایجاد تغییرات بزرگ در قوانین تأمین اجتماعی و مهاجرت انجام داد، اما هر دو تلاش در کنگره با شکست مواجه شدند. بوش به دلیل نحوه مدیریت دولت او در مورد طوفان کاترینا و افشای شکنجه زندانیان در زندان ابوغریب به شدت مورد انتقاد قرار گرفت. در میان کاهش محبوبیت او، دموکرات‌ها در انتخابات ۲۰۰۶ کنترل کنگره را دوباره به دست آوردند. در همین حین، جنگ‌ها در افغانستان و عراق ادامه داشت و در ژانویه ۲۰۰۷، بوش دستور افزایش نیروهای نظامی در عراق را صادر کرد. در دسامبر همان سال، ایالات متحده وارد رکود بزرگ مالی شد، که دولت بوش و کنگره را بر آن داشت تا برنامه‌های اقتصادی با هدف حفظ سیستم مالی کشور، از جمله برنامه نجات دارایی‌های مشکل‌دار، را به تصویب برسانند.
پس از پایان دومین دوره ریاست‌جمهوری، بوش به تگزاس بازگشت و فعالیت عمومی کمی داشته است. در طول دوران ریاست‌جمهوری، او در مقاطعی هم جزو محبوب‌ترین و هم جزو نامحبوب‌ترین رئیس‌جمهورهای تاریخ آمریکا بود. او پس از حملات ۱۱ سپتامبر بالاترین میزان محبوبیت ثبت‌شده را به دست آورد و در طول بحران مالی ۲۰۰۸ یکی از پایین‌ترین میزان‌ها را کسب کرد. بوش در حالی دفتر ریاست‌جمهوری را ترک کرد که یکی از نامحبوب‌ترین رؤسای‌جمهور آمریکا محسوب می‌شد، اما دیدگاه عمومی نسبت به او از آن زمان بهبود یافته است. محققان و مورخان بوش را در رده‌های پایینی در میان رئیس‌جمهورها قرار می‌دهند.

## اوایل زندگی و فعالیت

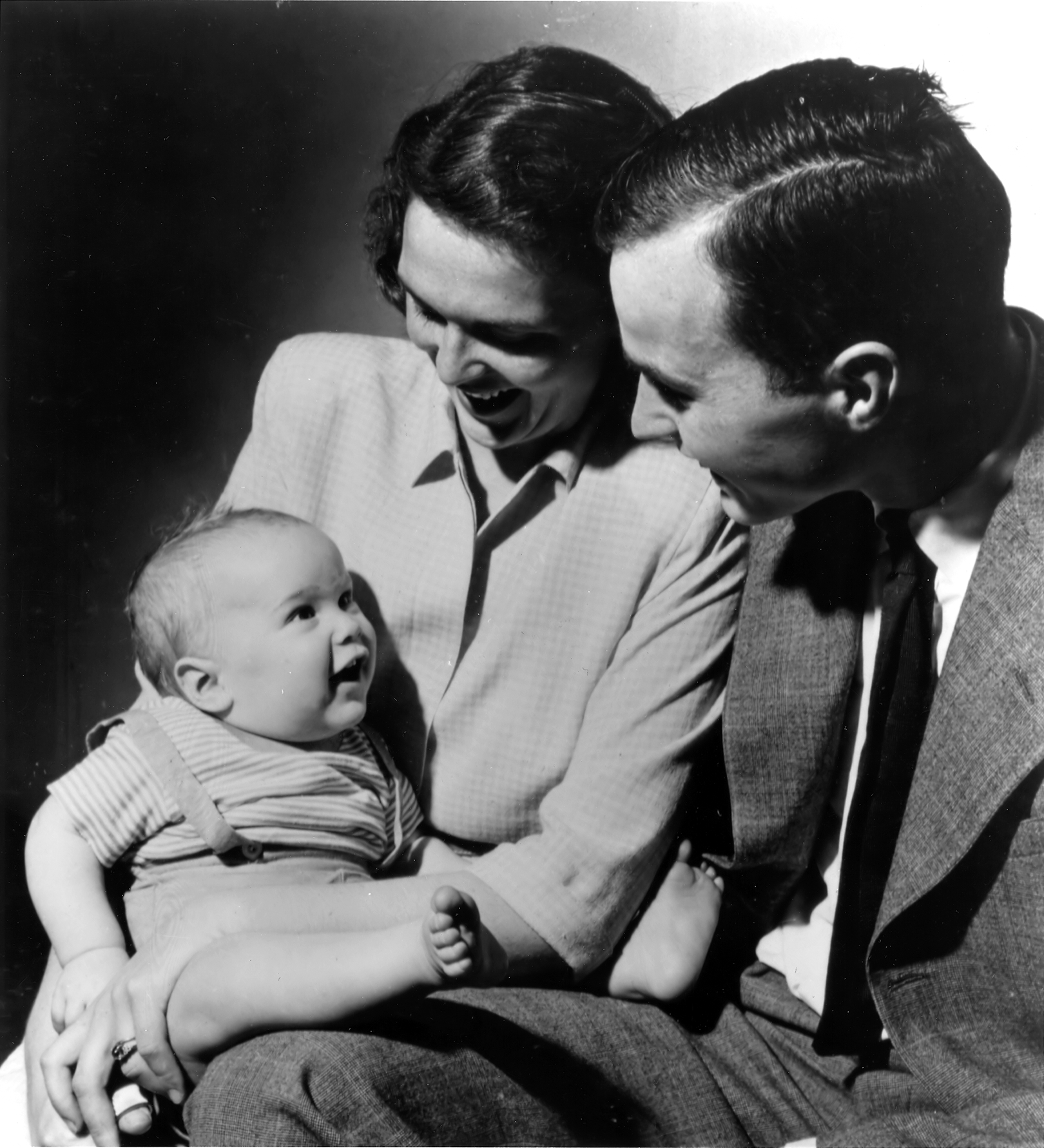
جرج بوش به همراه والدینش، باربارا و جرج اچ. دابلیو. بوش، c. ۱۹۴۷

جورج واکر بوش در ۶ ژوئیه ۱۹۴۶ در بیمارستان گریس-نیوهیون در نیوهیون، کنتیکت به دنیا آمد. او اولین فرزند جرج هربرت واکر بوش و باربارا پیرس بود. بوش در میدلند و هیوستون، تگزاس در کنار چهار خواهر و برادر خود به نام‌های جب، نیل، ماروین و دوروتی بزرگ شد. خواهر کوچک‌تر دیگرش، رابین، در سال ۱۹۵۳ و در سن سه سالگی بر اثر سرطان خون درگذشت. پدربزرگ او، پرسکات بوش، سناتور کنتیکت بود. پدرش از سال ۱۹۸۱ تا ۱۹۸۹ معاون رئیس‌جمهور رونالد ریگان و از سال ۱۹۸۹ تا ۱۹۹۳ چهل و یکمین رئیس‌جمهور آمریکا بود. بوش اصالت انگلیسی و آلمانی دارد و ریشه‌های دورتری نیز به هلند، ولز، ایرلند، فرانسه و اسکاتلند می‌رسد.

### تحصیلات
بوش تا پایان کلاس هفتم در مدارس دولتی میدلند، تگزاس درس خواند و پس از آن خانواده‌اش به هیوستون نقل مکان کردند. سپس به مدت دو سال در مدرسه کینکید که یک مدرسه پیش‌دانشگاهی در پاینی پوینت ویلیج، تگزاس است، تحصیل کرد.
بوش پس از آن به آکادمی فیلیپس، یک مدرسه شبانه‌روزی در اندوور، ماساچوست رفت. در آنجا بیسبال بازی می‌کرد و در سال آخر، مسئول تشویق تیم بود. از سال ۱۹۶۴ تا ۱۹۶۸ در دانشگاه ییل تحصیل کرد و با مدرک کارشناسی تاریخ فارغ‌التحصیل شد. در این دوران، او نیز یکی از اعضای تیم تشویق‌کننده بود و به عضویت انجمن دلتا کاپا اپسیلون درآمد و در سال آخر، رئیس این انجمن شد. بوش در سال آخر به عضویت انجمن محفل مخفی جمجمه و استخوان نیز درآمد. او همچنین بازیکن راگبی ۱۵ نفره بود و در تیم اصلی دانشگاه ییل (Yale's 1st XV) بازی می‌کرد. او خود را یک دانشجوی متوسط توصیف کرده است. معدل او در سه سال اول تحصیل در ییل ۷۷ بود و در سال آخر نیز در سیستم نمره‌دهی غیرعددی، معدل مشابهی داشت.

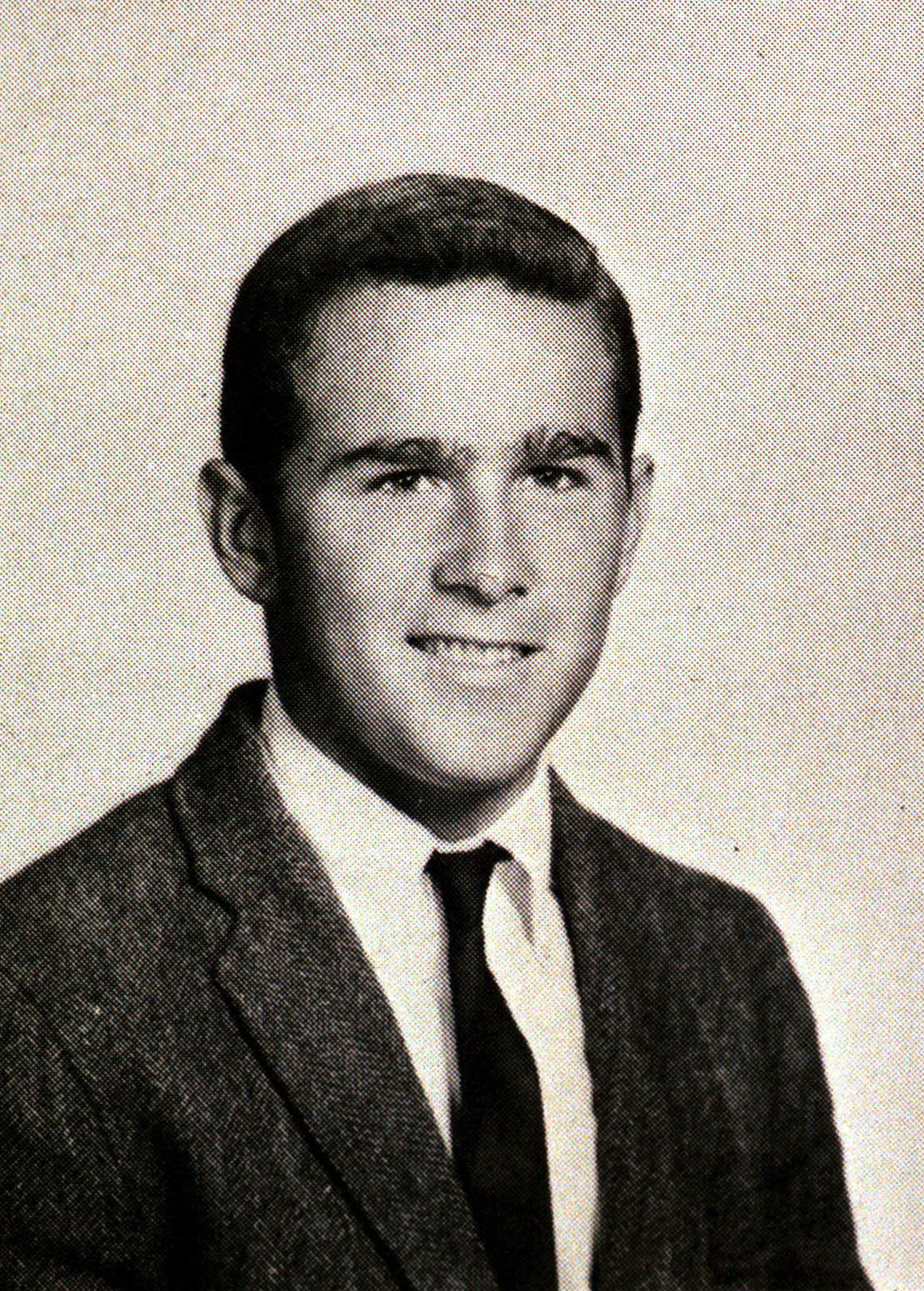
تصویر سالنامه بوش در آکادمی فیلیپس، ۱۹۶۴

در پاییز ۱۹۷۳، بوش وارد مدرسه کسب‌وکار هاروارد شد. او در سال ۱۹۷۵ با مدرک کارشناسی ارشد مدیریت کسب‌وکار فارغ‌التحصیل شد و تنها رئیس‌جمهور آمریکا است که این مدرک را کسب کرده است.

### خانواده و زندگی شخصی
بوش در سال ۱۹۶۷ با کاترین لی ولفمن نامزد کرد، اما این نامزدی دوام نیاورد. با این وجود، بوش و ولفمن پس از پایان رابطه‌شان، دوستان خوبی باقی ماندند. در سال ۱۹۷۷، در یک مهمانی باربکیو، دوستان بوش او را به لورا ولش، معلم و کتابدار، معرفی کردند. پس از یک دوره آشنایی سه ماهه، لورا پیشنهاد ازدواج او را پذیرفت و آن‌ها در ۵ نوامبر همان سال با هم ازدواج کردند. این زوج در میدلند، تگزاس ساکن شدند. بوش کلیسای خانوادگی‌اش، کلیسای اپیسکوپال، را ترک کرد تا به کلیسای متدیست همسرش بپیوندد. در ۲۵ نوامبر ۱۹۸۱، لورا بوش دو دختر دوقلوی همسان به نام‌های باربارا و جنا به دنیا آورد. بوش می‌گوید که توسط بیلی گراهام برای ایمان به عیسی «به عنوان پروردگار برخاسته» ترغیب شده است. او تعریف می‌کند که چگونه شروع به خواندن روزانه کتاب مقدس کرده، خود را تسلیم «قادر مطلق» کرده، و ایمان را «یک راه رفتن» توصیف می‌کند و می‌گوید «تحت تأثیر عشق خدا» قرار گرفته است.

#### سوءمصرف الکل
پیش از ازدواج، بوش به طور مکرر الکل مصرف می‌کرد. در ۴ سپتامبر ۱۹۷۶، او در نزدیکی خانه تابستانی خانواده‌اش در کنبانکپرت، مین، به دلیل رانندگی تحت تأثیر الکل متوقف و بازداشت شد. بوش به دلیل رانندگی در حالت مستی جریمه‌ای ۱۵۰ دلاری پرداخت و گواهینامه رانندگی‌اش در مین برای مدت کوتاهی تعلیق شد. بوش گفته است که همسرش تأثیری ثبات‌بخش بر زندگی او داشته است، و تصمیمش برای ترک الکل در سال ۱۹۸۶ را به نفوذ لورا نسبت می‌دهد. زمانی که فرماندار تگزاس بود، درباره همسرش گفت: «زنی ظریف و زیبا دیدم که مشخص شد نه تنها ظریف و زیبا، بلکه بسیار باهوش است و مایل به تحمل جنبه‌های خشن من بود. و باید اعتراف کنم که با گذشت زمان، آنها را هموار کرد.» بوش همچنین می‌گوید که ایمانش به خدا در ترک الکل بسیار مهم بود: «باور دارم که خدا به من کمک کرد تا چشم‌هایم را باز کنم، چشم‌هایی که به دلیل الکل در حال بسته شدن بودند».

#### سرگرمی‌ها
بوش در تمام دوران بزرگسالی خود یک خواننده مشتاق بوده و به زندگی‌نامه‌ها و تاریخ علاقه دارد. او در دوران ریاست‌جمهوری‌اش، هر روز کتاب مقدس را می‌خواند، هرچند در پایان دوره دوم خود در یک برنامه تلویزیونی گفت که در تفسیر کتاب مقدس «تحت‌اللفظی» نیست. والت هرینگتون، روزنامه‌نگار، به یاد می‌آورد که وقتی بوش در صنعت نفت تگزاس کار می‌کرد، در خانه‌اش کتاب‌هایی از نویسندگانی مانند جان فاولز، اف. اسکات فیتزجرالد، جیمز جویس و گور ویدال، و همچنین زندگی‌نامه‌هایی از ویلا کاتر و ملکه ویکتوریا را دیده است. بوش به فعالیت‌های دیگری مانند کشیدن سیگار و گلف نیز مشغول است. او همچنین نقاشی‌های بسیاری کشیده است. یکی از معروف‌ترین پروژه‌های او مجموعه‌ای شامل ۴۳ نقاشی از مهاجران با عنوان از میان بسیاری، یکی است. پروژه نقاشی دیگر او، تصاویری از شجاعت: ادای احترام یک فرمانده کل قوا به جنگجویان آمریکا نام دارد.

### حرفه نظامی
در مه ۱۹۶۸، بوش به نیروی هوایی ایالات متحده پیوست و به عنوان افسر در گارد ملی هوایی تگزاس مشغول به خدمت شد. پس از دو سال آموزش در خدمت فعال، او به هیوستون منتقل شد و در فرودگاه صحرایی الینگتن، با بال شکاری کانویر اف-۱۰۲ پرواز می‌کرد. منتقدان، از جمله تری مک‌اولیف، رئیس سابق کمیته ملی دموکرات، ادعا کرده‌اند که بوش به دلیل جایگاه سیاسی پدرش به عنوان عضو مجلس نمایندگان، از امتیاز ویژه‌ای برخوردار بوده است. آن‌ها به انتخاب او به عنوان خلبان علی‌رغم نمرات پایینش در آزمون استعداد خلبانی و همچنین حضور نامنظمش اشاره می‌کنند. در ژوئن ۲۰۰۵، وزارت دفاع ایالات متحده تمام سوابق خدمتی بوش در گارد ملی هوایی تگزاس را منتشر کرد که در بایگانی‌های رسمی این وزارتخانه نگهداری می‌شوند. در اواخر سال ۱۹۷۲ و اوایل ۱۹۷۳، بوش با بال جنگنده ۱۸۷ گارد ملی هوایی آلاباما تمرین کرد. او به مانتگامری، آلاباما نقل مکان کرده بود تا در کمپین انتخاباتی ناموفق وینتون ام. بلونت، نامزد جمهوری‌خواه برای سنای آمریکا، کار کند. در سال ۱۹۷۲، او به دلیل عدم شرکت در معاینه فیزیکی برنامه‌ریزی‌شده، از پرواز محروم شد. او در ۲۱ نوامبر ۱۹۷۴، با افتخار از ذخیره نیروی هوایی ترخیص شد.
بوش جدیدترین رئیس‌جمهوری است که در ارتش خدمت کرده است.

### حرفه تجاری

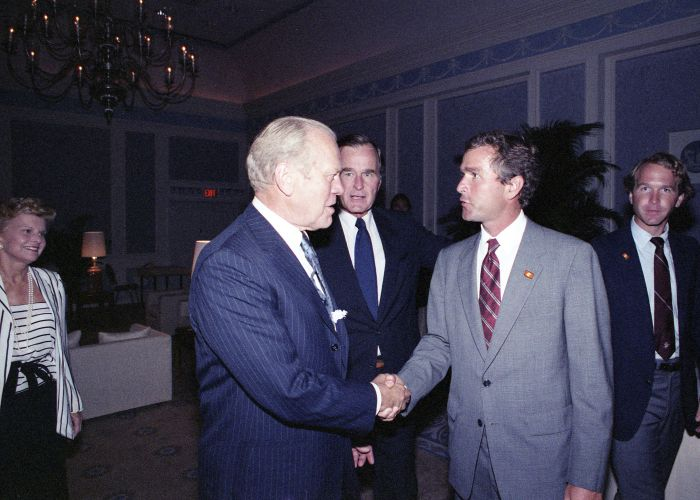
بوش و رئیس‌جمهور سابق جرالد فورد در اوت ۱۹۸۴

در سال ۱۹۷۷، بوش شرکت کوچک اکتشاف نفت به نام آربوستو انرژی را تأسیس کرد که فعالیت خود را در سال ۱۹۷۸ آغاز نمود. او بعداً نام شرکت را به بوش اکسپلوریشن تغییر داد. در سال ۱۹۸۴، شرکت او با شرکت بزرگ‌تر اسپکتروم ۷ ادغام شد و بوش به عنوان رئیس آن مشغول به کار شد. با کاهش قیمت نفت، این شرکت آسیب دید و در نهایت در شرکت هارکن انرژی ادغام شد. بوش نیز به عضویت هیئت مدیره هارکن درآمد. در آن زمان، سوالاتی در مورد احتمال معامله بر اساس اطلاعات نهانی در ارتباط با شرکت هارکن مطرح شد، اما تحقیقات کمیسیون بورس و اوراق بهادار به این نتیجه رسید که اطلاعاتی که بوش در زمان فروش سهام خود داشته، برای اثبات معامله بر اساس اطلاعات نهانی کافی نبوده است.
در آوریل ۱۹۸۹، بوش گروهی از سرمایه‌گذاران را برای خرید سهام مدیریتی تیم تگزاس رنجرز در لیگ برتر بیسبال با مبلغ ۸۹ میلیون دلار هماهنگ کرد و خودش نیز با سرمایه‌گذاری ۵۰۰ هزار دلار، این کار را آغاز کرد. او سپس به مدت پنج سال شریک عمومی مدیریتی این تیم شد. او به طور فعال پروژه‌های تیم را رهبری می‌کرد و به طور منظم در بازی‌های آن شرکت می‌کرد و اغلب ترجیح می‌داد در جایگاه‌های عمومی و در کنار هواداران بنشیند. فروش سهام بوش در تیم رنجرز در سال ۱۹۹۸، بیش از ۱۵ میلیون دلار سود از سرمایه‌گذاری اولیه ۸۰۰ هزار دلاری او به همراه داشت.
در اوایل یا اواسط دهه ۱۹۹۰، پیش از کمپین فرمانداری خود، بوش برای مدت کوتاهی به نامزدی برای کمیسر بیسبال شدن فکر کرد.

### مشارکت سیاسی اولیه
در سال ۱۹۷۸، بوش برای کرسی مجلس نمایندگان ایالات متحده از حوزه انتخابیه نوزدهم تگزاس نامزد شد. عضو بازنشسته این حوزه، جرج اچ. ماهون، از سال ۱۹۳۵ این کرسی را در اختیار حزب دموکرات داشت. رقیب بوش، کنت هانس، او را فردی دور از حال و هوای روستاییان تگزاس معرفی کرد و بوش در این انتخابات با کسب ۴۶٫۸ درصد آرا در مقابل ۵۳٫۲ درصد هانس، شکست خورد.
در سال ۱۹۸۸، بوش و خانواده‌اش برای کار در کمپین ریاست‌جمهوری پدرش به واشینگتن، دی.سی. نقل مکان کردند. او به عنوان مشاور کمپین و رابط با رسانه‌ها فعالیت کرد و با سفر به سراسر کشور به پدرش در مبارزات انتخاباتی کمک کرد. در دسامبر ۱۹۹۱، بوش یکی از هفت نفری بود که پدرش آن‌ها را برای مدیریت کمپین انتخاباتی مجدد سال ۱۹۹۲ به عنوان مشاور منصوب کرد. یک ماه قبل از آن، پدرش از او خواسته بود تا به جان اچ. سنونو، رئیس کارکنان کاخ سفید، بگوید که استعفا دهد.

## تبار

### جرج بوش دوم از طرف پدر
اطلاعات موجود دربارهٔ خاندان بوش تنها به چهار نسل اخیر آن محدود است: ساموئل بوش، پرسکات بوش، جورج هربرت واکر بوش و جرج دابلیو بوش.

### جرج بوش دوم از طرف مادر
باربارا پیرس همسر جرج بوش اول و مادر جرج بوش دوم از نوادگان ژنرال فرانکلین پیرس چهاردهمین رئیس‌جمهور آمریکا (۱۸۵۳–۱۸۵۷) است.

## زندگی
یکی از افراد برجستهٔ خانواده ثروتمند و بانفوذ بوش است؛ پدر او جرج هربرت واکر بوش، چهل و یکمین رئیس‌جمهور آمریکا و هشت سال در پست معاون ریاست جمهوری و ریاست آژانس اطلاعات مرکزی آمریکا - سیا (CIA) بود. برادرش جب بوش تا سال ۲۰۰۶ فرماندار ایالت فلوریدا بوده و پدربزرگش پرسکات بوش یک سناتور برجسته بوده است.
او فرزند جرج هربرت واکر بوش و باربارا بوش است. او در نیو هیون در ایالت کنتیکت به‌دنیا آمد و به‌همراه سه برادر و تنها خواهرش (خواهر دیگرش در سه سالگی در سال ۱۹۵۸ مرده است) بزرگ شد. وی به‌مدت هفت سال در مدرسه «سن خوزه جونیور های» حضور پیدا کرد و بعدها به‌مدت دو سال در دبیرستان کینکاید (Kinkaid School) در هوستون ادامه تحصیل داد.
بعد از آن، همانند پدرش، به «فیلیپس آکادمی» (سپتامبر ۱۹۶۱ تا ژوئن ۱۹۶۴) و بعد به دانشگاه ییل (سپتامبر ۱۹۶۴ تا مه ۱۹۶۸) رفت. در ییل به انجمن دانشجویی دلتا کاپا اپسیلون (Delta Kappa Epsilon) پیوست (که از ۱۹۶۵ تا زمان فارغ‌التحصیلی در آن‌جا مقام ریاست را داشت). جرج هربرت واکر بوش پدر و پرسکات واکر بوش پدربزرگ جورج دابلیو بوش نیز در دوران دانشجویی از اعضای این انجمن بوده‌اند.
جرج بوش دوم (همچنین پدر و پدر بزرگ‌ش) فارغ‌التحصیل دانشگاه ییل می‌باشد؛ و به عنوان یکی از اعضای فرقه «جمجمه و استخوان» شناخته می‌شود. وی در سال ۱۹۶۸ به عضویت این فرقه درآمد.
جورج دابلیو بوش به‌مدت شش سال در گارد ملی ایالات متحده آمریکا تعهد به انجام وظیفه و در نیروی هوایی گارد ملی تگزاس با درجه ستوانی خلبان، خدمت نمود.
او مدرک کارشناسی تاریخ را در ۱۹۶۸ از دانشگاه ییل گرفته است و در سال ۱۹۷۳ به مدرسهٔ کسب‌وکار هاروارد - از دانشکده‌های دانشگاه هاروارد - وارد شد و در سال ۱۹۷۵ مدرک کارشناسی ارشد MBA را از این مدرسه دریافت کرد. او اولین رئیس‌جمهور آمریکا است که دارای مدرک تحصیلی کارشناسی ارشد در این رشته است.
بوش در سال ۱۹۷۷ با لورا ولش ازدواج کرد. آن‌ها صاحب دو دختر (دوقلو) هستند، باربارا و جنا، که در سال ۱۹۸۱ به‌دنیا آمدند.
جورج دابلیو بوش در سال ۱۹۸۶ فرقه مسیحی انگلیکن‌ها را ترک گفته و به فرقه متدیستها که همسرش نیز عضو آن بود گروید، در این هنگام چهل سال داشت. بوش تصمیم گرفت به‌عنوان یک مسیحی پاک و تازه متولدشده، از استعمال الکل خودداری کند.
بوش، پنج فوت و یازده اینچ، معادل ۱۸۰ سانتی‌متر، قد دارد. معروف‌ترین نام مستعارش "Dubya" (دابْیا) است که از تلفظ محاوره‌ای "W" (دبلیو)، حاصل شده است.

## از فرمانداری تا ریاست جمهوری
بوش به‌عنوان چهل و ششمین فرماندار تگزاس انتخاب شد و این سمت را دو دوره حفظ کرد. او در سال ۲۰۰۰ میلادی در حزب جمهوری‌خواه با شکست سناتور هم حزب، جان مک کین، به‌عنوان پیشتاز این حزب در انتخابات شرکت کرد و ال گور، معاون اول رئیس‌جمهورِ حزب دموکرات ِ دورهٔ پیشین را در رقابتی تنگاتنگ شکست داد. انتخابات سال ۲۰۰۰ نزدیک‌ترین انتخابات ریاست جمهوری در ایالات متحدهٔ آمریکا بود و تنها با اختلاف ۵۰۰ رای بیشتر در ایالت فلوریدا و با تصمیم نهایی دیوان عالی ایالات متحده، بوش توانست با کسب اکثریت آرای کالج الکترال برنده انتخابات گردد. او در دور دوم ریاست جمهوری در سال ۲۰۰۴ توانست با کسب ۵۵٪ آرای فلوریدا تمام آرای الکترال این ایالت را این بار بدون تردید از آن خود گرداند.

## در سینما
در فیلم‌های دابلیو به کارگردانی الیور استون و فیلم معاون به ترتیب جاش برولین و سم راکول اقدام به ایفای نقش جرج دابلیو بوش کردند.